# 熊概
熊 概（ゆう がい、1385年 - 1434年）は、明代の官僚。字は元節。本貫は南昌府豊城県。

## 生涯
1385年（洪武18年）1月10日、熊直（字は敬方）と郭氏のあいだの子として生まれた。幼くして父を失い、母が胡氏に再嫁したのに従って、胡姓を名乗った。1411年（永楽9年）、胡概は進士に及第し、御史に任じられた。1418年（永楽16年）、広西按察使に抜擢された。峒渓の少数民族が反乱を起こしたため、布政使は靖江王朱佐敬の兵を反乱制圧に動員するよう要請した。胡概はその必要はないと反対した。
1425年（洪熙元年）1月、胡概は原官のまま布政使の周幹や参政の葉春とともに南直隷や浙江を巡視するよう命じられた。8月、胡概は大理寺卿に抜擢され、葉春とともに南直隷と浙江の巡撫をつとめた。
胡概は不法のかぎりを尽くしていた浙西の悪党を捕らえて処断した。ときに諸衛所への食糧輸送が滞り、軍では食糧が不足していた。胡概は諸府から贖罪米42000石あまりを便宜徴発して軍に供給した。1427年（宣徳2年）、行在都御史が胡概と葉春を弾劾したが、宣徳帝は不問に付した。宣徳帝はたびたび部官を江南に派遣して製紙業を興し、銅や鉄を取引させようとした。胡概は洪水被害で民衆が飢えているとして、これを取りやめるよう請願した。
1430年（宣徳5年）3月、胡概は北京に帰還すると、熊姓にもどした。熊概は南京右都御史に転じた。8月、刑部の事務を兼掌した。1434年（宣徳9年）10月甲寅、死去した。享年は50。著書に『芝山集』40巻があった。